# هيرو جروب
هيرو جروب هي شركة دولية سويسرية خاصة لتصنيع وتسويق الأغذية الاستهلاكية ، والتي تبيع في المقام الأول حليب الأطفال وأغذية الأطفال والمربى والأطعمة الخفيفة الغذائية.  وفي عام 2015، حققت المجموعة إيرادات تجاوزت 1.26 مليار فرنك سويسري وكان لديها 4300 موظف حول العالم.